# Arion simrothi
Arion simrothi es una especie de molusco gasterópodo de la familia Arionidae en el orden de los Stylommatophora.

## Distribución geográfica
Se encuentra sólo en Alemania.  